# Gentleman's Agreement
 Gentleman's Agreement és una pel·lícula estatunidenca dirigida per Elia Kazan estrenada el 1947.

## Argument
Un periodista és contractat per un diari liberal novaiorquès i ha de fer, a iniciativa del propietari, una sèrie d'articles sobre l'antisemitisme. Decideix fer-se passar per jueu durant 8 setmanes, període durant el qual s'assabentarà de les fronteres invisibles amb les quals xoca el ciutadà jueu americà en tots dels seus passos. El drama arriba igualment al cor fins i tot de la parella que serà amb la neboda del propietari del diari.

## Repartiment

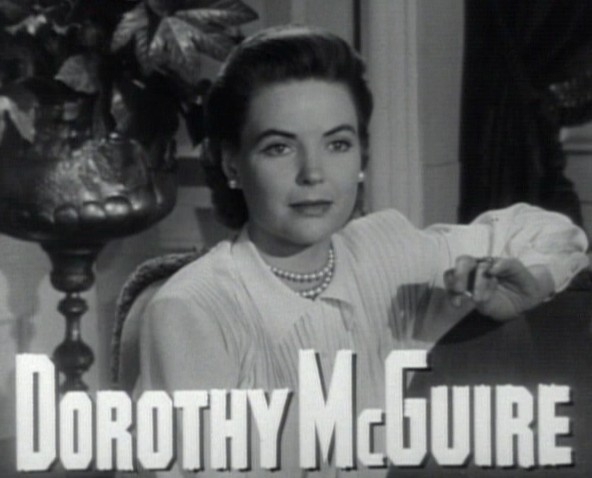
Dorothy McGuire

- Gregory Peck: Philip Schuyler Green
- Dorothy McGuire: Kathy Lacey
- John Garfield: Dave Goldman
- Celeste Holm: Anne Dettrey
- Anne Revere: Mrs. Green
- June Havoc: Elaine Wales
- Albert Dekker: John Minify
- Jane Wyatt: Jane
- Dean Stockwell: Tommy Green
- Nicholas Joy: Dr. Craigie
- Sam Jaffe: Professor Fred Lieberman
- Harold Vermilyea: Lou Jordan
- Ransom M. Sherman: Bill Payson

I, entre els actors que no surten als crèdits :
- Olive Deering: Primera dona
- Virginia Gregg: Tercera dona
- Victor Kilian: Olsen
- Kathleen Lockhart: Sra. Jessie Minify
- Robert Warwick: Irving Weisman

## Comentaris

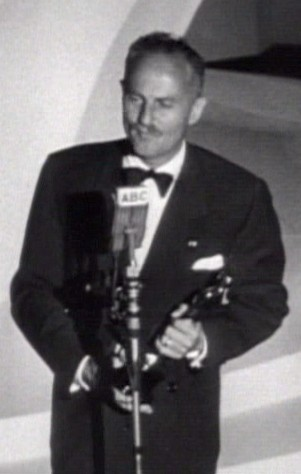
Darryl Zanuck rebent l'Oscar a la millor pel·lícula

El productor Darryl Zanuck és el principal cap pensant darrere d'aquesta pel·lícula, que ha treballat en detall. Malgrat l'èxit i els premis obtinguts per la pel·lícula Elia Kazan no té massa estima per a aquesta pel·lícula que no considera verdaderament com seva:
| « | S' hauria dit que és una il·lustració per revista. Tothom surt embellit. | » |

 Des de 1949, Zannuck i Kazan col·laboraran tanmateix de nou en un assumpte similar, abordant el racisme contra els negres a Pinky.

## Premis i nominacions

### Premis
- 1948: Oscar a la millor pel·lícula[3]
- 1948: Oscar al millor director per Elia Kazan
- 1948: Oscar a la millor actriu secundària per Celeste Holm
- 1948: Globus d'Or a la millor pel·lícula dramàtica
- 1948: Globus d'Or al millor director per Elia Kazan
- 1948: Globus d'Or a la millor actriu secundària per Celeste Holm

### Nominacions
- 1948: Oscar al millor actor per Gregory Peck
- 1948: Oscar a la millor actriu per Dorothy McGuire
- 1948: Oscar a la millor actriu secundària per Anne Revere
- 1948: Oscar al millor muntatge per Harmon Jones
- 1948: Oscar al millor guió adaptat per Moss Hart